# Džerdap
Džerdap romunsko Porțile de Fier; srbsko Ђердапска клисура / Đerdapska klisura or Гвоздена капија / Gvozdena kapija - Železna vrata) je soteska na reki Donavi. Je del meje med Srbijo (na jugu) in Romunijo (sever). V širšem smislu obsega pot 134 km; v ožjem smislu zajema le zadnjo oviro na tej poti, tik za romunskim mestom Orșova, ki vsebuje dva jezova in hidroelektrarno Džerdap I in Džerdap II.
Na tej točki v Donavi reka loči južne Karpate od severozahodnega vznožja Stare Planine. Romunska stran soteske predstavlja naravni park Porțile de Fier, srbski del pa narodni park Džerdap. Širše zavarovano območje na srbski strani je bilo julija 2020 razglašeno za Unescov svetovni geopark.
Arheologi so po soteski poimenovali mezolitsko kulturo Železna vrata v srednjem toku Donave pred približno 13.000 do 5000 leti. Eno najpomembnejših arheoloških najdišč v Srbiji in Evropi je Lepenski Vir, najstarejše načrtovano naselje v Evropi, ki je  na bregovih Donave v soteski Džerdap.

## Toponim
V jezikih regije, vključno z romunščino, madžarščino, poljščino, slovaščino, češčino, nemščino in bolgarščino, se imena, ki dobesedno pomenijo železna vrata, uporabljajo za poimenovanje celotne palete sotesk. Ta imena so romunsko: Porțile de Fier (izgovarja se [ˈport͡sile de ˈfjer]), madžarsko Vaskapu, slovaško Železné vráta, poljsko Żelazne Wrota, nemško Eisernes Tor in bolgarsko Железни врата’’. Alternativno romunsko ime za zadnji del poti je Defileul Dunării, dobesedno soteska Donave.
V srbščini je soteska znana kot Đerdap (Ђердап; [d͡ʑě̞rdaːp]), zadnji del pa se imenuje Đerdapska klisura (Ђердапска клисура; [d͡ʑě̞rdaːpskaː klǐsura], kar pomeni soteska iz bizantinske grščine Κλεισούρα (kleisoura) za "ograda" ali "prepust".
Tako Đerdap kot nekdanje srbsko ime Demir-kapija sta turškega izvora. Demir-kapija pomeni "železna vrata" (demirkapı) in njen prevod je v večino drugih jezikov vstopil kot ime soteske, đerdap pa izvira iz girdap, kar pomeni vrtinec.

## Lastnosti

### Soteska
Prva zožitev Donave leži onkraj romunskega otoka Moldova Nouă in je znana kot soteska Golubac. Dolga je 14,5 km in široka 230 m na najožji točki. Na njenem čelu je srednjeveška Trdnjava Golubac, na srbskem bregu. Skozi Ljupovsko dolino se razprostira druga soteska Gospođin Vir, ki je dolga 15 km in se zoži na 220 m. Pečine segajo do 500 m visoko in so tukaj najtežje dostopne s kopnega. Širši Donji Milanovac tvori povezavo z Veliko in Malo Kazansko sotesko, ki imata skupno 19 km. Dolina Orșova je zadnji širok odsek, preden reka doseže ravnice Vlaške pri zadnji soteski, soteski Sip.
Veliki Kazan (kazan pomeni "kotel" ali "rezervoar") je najbolj znana in najožja soteska na celotni poti: reka se tu zoži na 150 m in doseže globino do 53 m.

### Plovba in kanali
Skalne struge in z njimi povezane brzice so naredile sotesko kot zloglasen prehod za ladijski promet tudi za najbolj izkušene krmarje. V času osmanske vladavine so ladje vodili lokalni krmarji, imenovane kalauz (iz turškega kalavuz, kar pomeni vodnik, vodja potovanja), ki so poznali poti. V času vladavine kneza Miloša Obrenovića so lokalni Srbi postopoma prevzeli oblast od Osmanov, ki jih je knez uradno imenoval. Da ne bi še dodatno zaostrili z Osmani, je knez srbske krmarje poimenoval s turškim imenom dumendžibaša iz dümen (krmilo) in baş (glava, poglavar, gospodar). Pristojbina za plovbo je bila razdeljena med dumendžibaše, loc (rečne pilote) in območne občine.
V nemščini je prehod še vedno znan kot Kataraktenstrecke, čeprav kataraktov ni več. V bližini dejanske ožine Železna vrata je bila skala Prigrada najpomembnejša ovira (do leta 1896): reka se je tu močno razširila in vodostaj je bil posledično nizek. Gorvodno je bila razvpita skala Greben blizu soteske "Kazan".
Nekateri ustvarjeni kanali so vključevali:
- Stenka, dolga 1900 m, z 10 navigacijskimi signali (prvotno so bili uporabljeni baloni)
- Izlaz-Tahatlija, 2351 m, s 7 signali
- Svinița, 1200 m, s 4 signali
- Juc, 1260 m, s 5 signali
- Sip, 4375 m
- Mali Đerdap, 1050 m, kot podaljšek Sip kanala

Skupno je bilo ustvarjenih 15.465 m plovnih kanalov. Poplavljeni so bili ob nastanku umetnega jezera Đerdap (začetek 1970-ta). Rezultati teh prizadevanj so bili rahlo razočarani. Tokovi v kanalu Sip so bili tako močni pri (8 m/s), da so do leta 1973 morali ladje vleči proti toku po kanalu z lokomotivo. Železna vrata so tako ostala pomembna ovira.

### Jez
Gradnja skupnega romunsko-jugoslovanskega mega projekta se je začela leta 1964. Leta 1972 so odprli jez Džerdap I, nato leta 1984 še jez Džerdap II, skupaj z dvema hidroelektrarnama, dvema zapornicama in plovnimi zaporami za ladijski promet.
Gradnja teh jezov je dolini Donave pod Beogradom dala naravo akumulacije, dodatno pa je povzročila 35 m dvig gladine reke v bližini jezu. Stara Orșova, podonavski otok Ada Kaleh in vsaj pet drugih vasi s skupno 17.000 prebivalci so se morali umakniti. Ljudje so bili preseljeni in naselja so za vedno izgubljena v Donavi.
Ko so načrtovani in zgrajeni brez ustrezne pozornosti naravnemu delovanju reke, imajo jezovi učinek, da reko razrežejo na ekološko izolirane predele, ki ne dopuščajo prostega gibanja in selitve vrst. Posebej močno so prizadete selivske ribe, ki se ne morejo premikati gorvodno ali navzdol med svojimi drstišči in območji, ki se uporabljajo v drugih obdobjih njihovega življenjskega cikla. Gradnja jezov je močno vplivala tudi na lokalno favno in floro – drstitvene poti več vrst jesetrov so bile na primer trajno prekinjene. Jeseter beluga je bila največja, največji primerek pa je bil zabeležen leta 1793 s 500 kg. Obstajajo tudi pomembni regionalni gospodarski učinki – zlasti na produktivnost ribištva v Donavi. Status selitvenih rib v Donavi je močan pokazatelj ekološkega zdravja celotnega porečja Donave, kar ima širše gospodarske in strateške posledice.
Rastlinski in živalski svet ter geomorfološki, arheološki in kulturnozgodovinski artefakti Džerdapa so od izgradnje jezu pod zaščito obeh narodov. V Srbiji je to storil narodni park Džerdap (od leta 1974 v velikosti 636,08 km²), v Romuniji pa narodni park Porțile de Fier (od 2001 velikosti 1156,55 km²).

## Zgodovina

### Prazgodovina in rimsko obdobje
Kipi iz peščenjaka iz zgodnjega neolitika kažejo, da je bilo območje poseljeno že zelo dolgo. Še pomembnejša so mezolitska najdišča Džerdap (približno 13.000 do 5.000 let pred našim štetjem) – zlasti soteska Gospođin Vir, v kateri je glavno arheološko najdišče Lepenski Vir (odkrito v 1960-ih. Lepenski Vir pogosto velja za najpomembnejše mezolitsko najdišče v jugovzhodni Evropi.
Vzhodno od Velikega Kazana je rimski cesar Trajan zgradil legendarni most, ki ga je postavil Apolodor iz Damaska. Gradnja mostu je potekala od leta 103 do 105, pred Trajanovo končno osvojitvijo Dakije. (Na desnem (srbskem) bregu je rimska plošča v spomin nanj. Na romunskem bregu, pri Malem Kazanu, je bila v letih 1994–2004 v skalo vklesana podoba Decebala, Trajanovega dačanskega nasprotnika.

### Ada Kaleh
Morda najbolj osupljiva posledica gradnje Đerdapskih jezov je bila poplava otočka Ada Kaleh. Nekdanja turška eksklava je imela mošejo in tisoč vijugastih ulic in je bila znana kot svobodno pristanišče in tihotapsko gnezdo. Tam so poleg Turkov živele številne druge etnične skupine.
Otok je bil približno 3 km dolvodno od Orșove in je meril 1,7 krat 0,4-0,5 km. Bil je obzidan; Avstrijci so tam leta 1669 zgradili utrdbo, da bi se branili pred Turki, in ta utrdba je ostala jagnje spora med obema cesarstvom. Leta 1699 je otok prešel pod turško oblast, od 1716 do 1718 je bil avstrijski, po štirimesečnem obleganju leta 1738  spet turški, nato so ga Avstrijci ponovno osvojili leta 1789, le da so ga morali prepustiti Turkom po mirovni pogodbi.
Nato je otok izgubil svoj vojaški pomen. Berlinski kongres leta 1878 je prisilil Osmansko cesarstvo, da se je umaknilo daleč na jug, vendar je otok ostal v lasti turškega sultana, domnevno zato, ker ga pogodba ni omenila. Prebivalci so bili oproščeni plačila davkov in carin in niso bili vpoklicani. Leta 1923, ko je osmanska monarhija izginila, je bil otok z Lozanskim sporazumom predan Romuniji.
Mošeja Ada Kaleh iz leta 1903 in je bila zgrajena na mestu prejšnjega frančiškanskega samostana. Preproga mošeje, darilo turškega sultana  Abdula Hamida  II., je od leta 1965 v mošeji v Konstanci.
Večina prebivalcev Ada Kaleh se je po evakuaciji otoka izselila v Turčijo. Manjši del je šel v Severno Dobrudžo, drugo romunsko ozemlje s turško manjšino.

### Madžarske pobude 19. Stoletja
V začetku 19. stoletja je bila svoboda plovbe po Donavi pomembna za številne različne države v regiji in zunaj nje. Omogočanje prehoda večjim plovilom skozi Džerdap je postalo prednostna naloga. Do leta 1831 je bil na pobudo madžarskega politika Istvána Széchenyija izdelan načrt za plovbo prehoda. Ker ni bila zadovoljna z rešitvami, ki sta jih pripravili avstro-ogrska vlada in avstro-turška komisija, je vlada Madžarske ustanovila svojo komisijo za organizacijo plovbe skozi Džerdap. Projekt je bil končan leta 1883. Leta 1883 in ponovno leta 1886 imenovan minister za trgovino in promet Gábor Baross, madžarski železni minister, je predsedoval projektom modernizacije madžarskega morskega pristanišča na Reki (Reška država) in urejanju pristanišča Zgornje Donave in Džerdapa.
Dela na odseku soteske je madžarska tehnična uprava izvajala 11 let od leta 1889. Dela so bila razdeljena na dva sektorja, zgornji in spodnji Džerdap. Kanali v zgornjem delu, pri mestu Orșova (tromeja med Avstro-Ogrsko, Romunijo in Srbijo v tistem času) so bili ob ničelni vodni ravni v  Orșovi široki do 60 m in globoki 2 m. V južnem delu so bili kanali široki 60 m in 3 m globoki, razen kanala Sip, ki je bil širok 73 m. Leta 1890 so v bližini Orșove, zadnjega obmejnega mesta Madžarske, z eksplozijo očistili skale na 2 km odseku, da bi ustvarili kanale. Odstranitev grebena Greben je bila v dolžini več kot 2 km. Tu je zadostovala globina 2 m. 17. septembra 1896 so tako ustvarjen Sipski kanal (imenovan po srbski vasi Sip na desnem bregu) slovesno odprli avstro-ogrski cesar Franc Jožef, romunski kralj Karel I. in srbski kralj Aleksander I. Obrenović.

## V popularni kulturi

### Film
- Film Donau, Duna, Dunaj, Dunav, Dunarea iz leta 2003 vsebuje več minut filma o Džerdapu.

### Glasba
- Džerdap se omenja v drugem verzu pesmi Zvonka Bogdana Rastao sam pored Dunava.
- Ljudska pesem Jugoslavijo Milutina Popovića, navadno imenovana Od Vardara pa do Triglava, že na začetku omenja Džerdap.

## Galerija
- Donava na območju Dubove, Mehedinți
- Donava pri Cazaneju
- Jama Ponicova
- Samostan Mraconia
- Muzej Džerdap
- Donava blizu Džerdapa